# 松隈秀雄

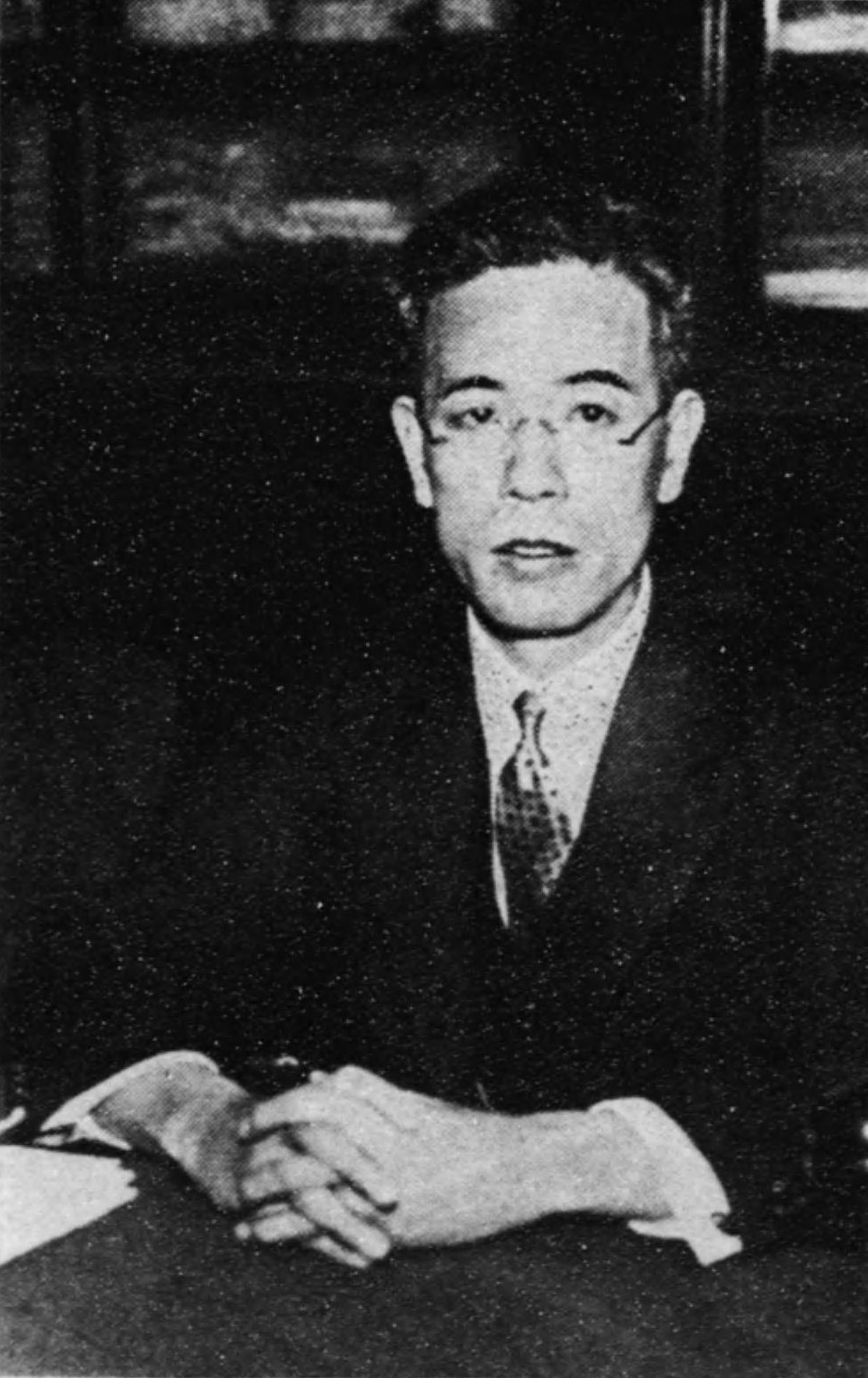
松隈秀雄（1938年）

松隈 秀雄（まつくま ひでお、1896年（明治29年）6月10日 - 1989年9月30日）は、日本の大蔵官僚。大蔵次官、日本専売公社総裁。

## 来歴・人物
神奈川県出身。旧制第一高等学校を経て、1921年（大正10年）3月、東京帝国大学法学部法律学科（英法）卒業。1920年（大正9年）10月、高等試験行政科に合格。
1921年5月、大蔵省入省し、参事官付。主税局国税課長、大臣官房文書課長などを歴任。1940年（昭和15年）5月25日、銀行局長。同年12月14日、主税局長。1944年（昭和19年）に谷口恒二（のちに日本銀行副総裁、東京大空襲で戦災死）のあとを受けて大蔵次官に就任。1945年2月、田中豊に大蔵次官の座を譲って勇退した。同年3月、東洋拓殖副総裁となり同年9月の同社閉鎖まで在任。
1946年（昭和21年）1月、公職追放となり、1951年（昭和26年）に解除された。その後、日本専売公社総裁、国民生活研究所会長、日本蒸留酒酒造組合会長、全国合成清酒酒造組合会長、租税研究協会副会長、地方財政審議会委員などを歴任した。

## 著作
- 『税務読本』東洋経済新報社、1967年。

## 栄典
- 1940年（昭和15年）8月15日 - 紀元二千六百年祝典記念章[3]